# C/o
C/o, care of, boende hos; anføres på breve foran navnet på den, modtageren bor hos.
C/o adresse betyder, at man flytter ind hos en ejer eller lejer, men at ens navn ikke står på døren. Når man har en c/o adresse, betyder det at man er tilmeldt og reelt bor på adressen, men at ens navn ikke står på postkassen.
C/o-adresse kan være en anden adresse, end den man er registreret med i folkeregisteret.
En såkaldt c/o adresse i CPR kræver, at man faktisk bor på adressen. 